# Serghianism

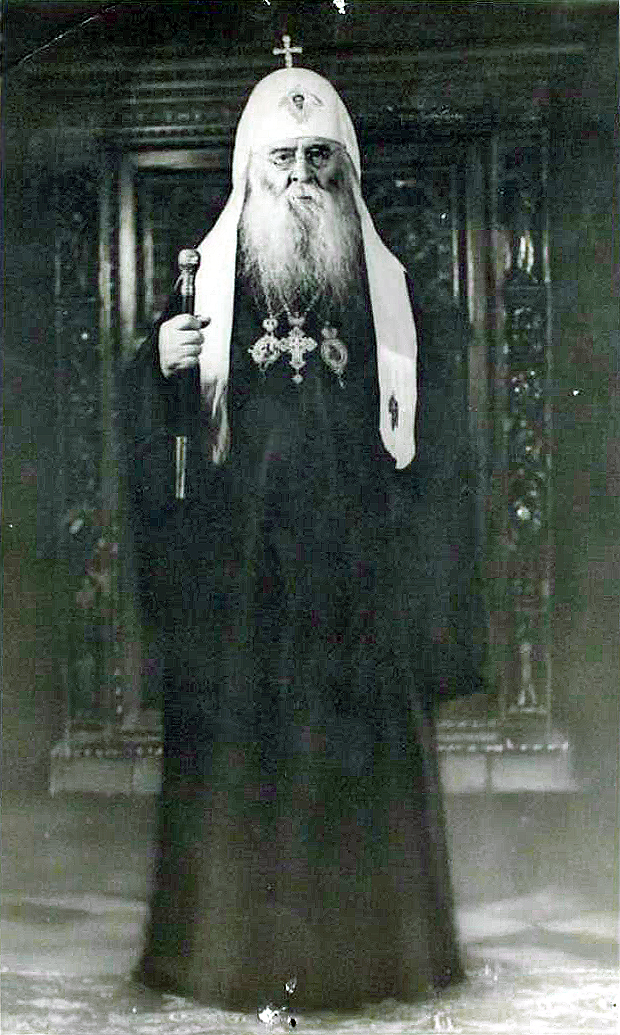
Patriarhul Serghie al Moscovei

Serghianismul (în rusă Сергианство, transliterat: Serghianstvo) este o doctrină ortodoxă care a fost practicată de Biserica Ortodoxă Rusă în timpul conducerii lui Iosif Stalin. A promovat o atitudine prostalinistă de cooperare a Bisericii Ortodoxe Ruse cu statul sovietic și a fost instituită în 1927 prin declarația de loialitate față de statul sovietic, emisă de șeful Bisericii Ruse Serghie I (persoana căreia doctrina îi poartă numele). În declarație, acesta a afirmat „Vrem să fim ortodocși și, în același timp, să recunoaștem Uniunea Sovietică drept patria noastră civilă, ale cărei bucurii și succese sunt bucuriile și succesele noastre”. Principalii susținători ai doctrinei au fost, în afară de Serghie, mitropoliții Alexei Simanski și Nikolai Iarușevici.